# Melick en Herkenbosch
Melick en Herkenbosch est une ancienne commune néerlandaise du Limbourg néerlandais.
En 1840, la commune comptait 239 maisons et 1231 habitants.
Le 1er janvier 1991, la commune de Vlodrop est rattachée à Melick en Herkenbosch. Deux ans après, le 1er janvier 1993, la commune agrandie adopte son nouveau nom de Roerdalen (vallées de la Roer).